# Wilkins-sármánypinty
A Wilkins-sármánypinty (Nesospiza wilkinsi) a madarak osztályának verébalakúak (Passeriformes) rendjébe és a tangarafélék (Thraupidae) családjába tartozó faj.

## Rendszerezése
A fajt Percy Lowe német ornitológus írta le 1923-ban. Tudományos faji és magyar nevét George Hubert Wilkins ausztrál katona és ornitológus tiszteletére kapta.

## Előfordulása
A faj kizárólag az Atlanti-óceán déli részén található Szent Ilona, Ascension és Tristan da Cunhához tartozó, Nightingale-szigeten honos. 
Természetes élőhelye mérsékelt övi cserjések és szubantarktikus gyepek. Állandó nem vonuló faj.

## Megjelenése
Testhossza 22 centiméter, testtömege 41-53 gramm.

## Természetvédelmi helyzete
Az elterjedési területe rendkívül kicsi, egyedszáma 1-49 példány közötti és csökken. A Természetvédelmi Világszövetség Vörös listáján súlyosan veszélyeztetett fajként szerepel.